# Metro ligero de Vigo
El Metro ligero de Vigo es un proyecto de transporte en fase de estudio.
En los primeros años del siglo XXI surgieron varias propuestas que en varios casos llegaron a estudios de viabilidad, cuyos plazos se iban dilatando hasta que la consecución de varios cambios de gobierno iba descartando las propuestas de los anteriores ejecutivos.

## Iniciativas
Los más recientes datan del año 2010, aunque hubo un intento en el año 2015 de relanzar la iniciativa por parte de la Junta de Galicia, en el que se llegó a presupuestar un nuevo estudio de viabilidad, pero que finalmente no se llegó a llevar a cabo.

### Proyecto 2006
En el proyecto estudiado se estimaba el coste de la ejecución de las obras en unos 442,5 millones de euros, de los que 400 corresponderían a la infraestructura y el resto al coste de los vehículos. Respecto al coste estimado para las infraestructuras, un 46 % estaría dedicado a la creación de las estructuras subterráneas, algo que se criticó por su elevado coste.
Línea: Berbés - Estación Marítima - Arenal - (inicio subterráneo) - Estación de Tren - Plaza de España - Gran Vía - A Salgueira - Plaza de América - Florida - A Bouza - Navia.
Serían un total de 8 km de trayecto, del que un 75 % transcurriría subterráneo con la intención era conectar todo el eje en 17 minutos.

### Proyecto 2010
En el proyecto del año 2010, se estudiaba la realización de la obra en 2 fases:
- Primera fase: creación de dos líneas superficiales (250 millones de euros).
  - Línea 1 - Eje litoral: Samil - Avenida de Europa - Avenida de Castelao - Calle Coruña - Torrecedeira - Policarpo Sanz - Urzáiz.
  - Línea 2 - Eje interior: Universidad - PSA - Balaídos - Avenida de Fragoso - Plaza América (conexión con línea 1).
- Fases posteriores:
  - Continuación del eje interior subterráneo desde Plaza América - Gran Vía - Urzáiz - (prolongación Aeropuerto).
  - Continuación del eje litoral hasta Teis.

La estimación del coste para la realización de toda la infraestructura se estimaba en unos 636,26 millones de euros.
La principal novedad era que en este proyecto, a diferencia del anterior, se valoraban conexiones con municipios anexos a la ciudad pertenecientes a su área metropolitana.
Supondría un total de 31,7 km de recorrido total, con un 12 % de la infraestructura subterránea y el resto en superficie, y con 39 paradas. La estimación de usuarios de la red rondaba los 23,1 millones de usuarios anuales.

### Actualidad
En 2021, el actual alcalde de Vigo, Abel Caballero, descartó la construcción de un sistema de tranvía en la ciudad.